# Gymnoclinus cristulatus
Gymnoclinus cristulatus är en fiskart som beskrevs av Gilbert och Burke 1912. Gymnoclinus cristulatus ingår i släktet Gymnoclinus och familjen taggryggade fiskar. Inga underarter finns listade i Catalogue of Life.